# Gran Premio motociclistico delle Nazioni 1981
Il Gran Premio motociclistico delle Nazioni fu la quarta gara del motomondiale 1981.
Si disputò il 10 maggio 1981 sull'Autodromo nazionale di Monza e vide il trionfo di Kenny Roberts nella classe 500, di Jon Ekerold nella classe 350, di Éric Saul nella classe 250, di Guy Bertin nella classe 125 e di Ricardo Tormo nella classe 50.
Per Saul si tratta della prima vittoria nel motomondiale.

## Classe 500

### Arrivati al traguardo
| Pos | Pilota              | Moto       | Giri | Tempo     | Griglia | Punti |
| --- | ------------------- | ---------- | ---- | --------- | ------- | ----- |
| 1   | Kenny Roberts       | Yamaha     | 24   | 52:02.100 | 3       | 15    |
| 2   | Graeme Crosby       | Suzuki     | 24   | +4.650    | 4       | 12    |
| 3   | Barry Sheene        | Yamaha     | 24   | +8.150    | 8       | 10    |
| 4   | Boet van Dulmen     | Yamaha     | 24   | +33.480   | 9       | 8     |
| 5   | Marco Lucchinelli   | Suzuki     | 24   | +36.170   | 1       | 6     |
| 6   | Guido Paci          | Yamaha     | 24   | +37.120   | 18      | 5     |
| 7   | Jack Middelburg     | Suzuki     | 24   | +1:21.650 | 11      | 4     |
| 8   | Franco Uncini       | Suzuki     | 24   | +1:26.220 | 10      | 3     |
| 9   | Christian Sarron    | Yamaha     | 24   | +1:36.480 | 12      | 2     |
| 10  | Sergio Pellandini   | Suzuki     | 24   | +1:52.070 | 24      | 1     |
| 11  | Leandro Becheroni   | Suzuki     | 24   | +1:55.910 | 20      |       |
| 12  | Gianni Rolando      | Lombardini | 23   | +1 giro   | 32      |       |
| 13  | Walter Migliorati   | Suzuki     | 23   | +1 giro   | 14      |       |
| 14  | Sadao Asami         | Yamaha     | 23   | +1 giro   | 17      |       |
| 15  | Raymond Roche       | Suzuki     | 23   | +1 giro   | 13      |       |
| 16  | Seppo Rossi         | Suzuki     | 23   | +1 giro   | 34      |       |
| 17  | Keith Huewen        | Suzuki     | 23   | +1 giro   | 16      |       |
| 18  | Alain Röthlisberger | Suzuki     | 22   | +2 giri   | 25      |       |
| 19  | Stu Avant           | Suzuki     | 22   | +2 giri   | 23      |       |
| 20  | Marco Papa          | Suzuki     | 22   | +2 giri   | 22      |       |
| 21  | Peter Sjöström      | Suzuki     | 22   | +2 giri   | 31      |       |

### Ritirati
| Pilota             | Moto       | Giri | Motivo ritiro | Griglia |
| ------------------ | ---------- | ---- | ------------- | ------- |
| Takazumi Katayama  | Suzuki     | 22   |               | 28      |
| Marc Fontan        | Yamaha     | 20   |               | 5       |
| Fabio Biliotti     | Suzuki     | 20   |               | 26      |
| Christian Estrosi  | Suzuki     | 13   |               | 21      |
| Virginio Ferrari   | Cagiva     | 9    | Caduta        | 33      |
| Philippe Coulon    | Suzuki     | 6    | Caduta        | 19      |
| Graziano Rossi     | Morbidelli | 5    |               | 30      |
| Giovanni Pelletier | Suzuki     | 2    | Caduta        | 15      |
| Dave Potter        | Yamaha     | 1    |               | 27      |
| Gustav Reiner      | Solo       | 1    |               | 35      |
| Randy Mamola       | Suzuki     | 1    |               | 2       |
| Adelio Faccioli    | Suzuki     | 1    | Caduta        | 29      |
| Hiroyuki Kawasaki  | Suzuki     | 1    |               | 7       |
| Kork Ballington    | Kawasaki   | 1    |               | 6       |

### Non partito
| Pilota        | Moto   | Griglia |
| ------------- | ------ | ------- |
| Steve Parrish | Yamaha | 36      |

### Non qualificati
| Pilota         | Moto      |
| -------------- | --------- |
| Carlo Perugini | Sanvenero |
| Josef Hage     | Yamaha    |
| Marco Greco    | Yamaha    |
| Roberto Pietri | Suzuki    |
| Michael Schmid | Suzuki    |
| Jon Ekerold    | Solo      |
| Franck Gross   | Suzuki    |

## Classe 350

### Arrivati al traguardo
| Pos | Pilota             | Moto              | Tempo     | Griglia | Punti |
| --- | ------------------ | ----------------- | --------- | ------- | ----- |
| 1   | Jon Ekerold        | Bimota-Yamaha     | 44:11.030 | 4       | 15    |
| 2   | Anton Mang         | Kawasaki          | +0.060    | 1       | 12    |
| 3   | Massimo Matteoni   | Bimota-Yamaha     | +15.950   | 9       | 10    |
| 4   | Patrick Fernandez  | Bimota-Yamaha     | +30.370   | 3       | 8     |
| 5   | Éric Saul          | Chevallier-Yamaha | +39.410   | 6       | 6     |
| 6   | Alan North         | Yamaha            | +52.090   | 19      | 5     |
| 7   | Graeme McGregor    | Yamaha            | +1:01.150 | 12      | 4     |
| 8   | Carlos Lavado      | Yamaha            | +1:08.010 | 7       | 3     |
| 9   | Peter Looijesteijn | Yamaha            | +1:25.540 | 19      | 2     |
| 10  | Michel Rougerie    | Yamaha            | +1:25.880 | 15      | 1     |
| 11  | Martin Wimmer      | Yamaha            | +1:26.150 | 10      |       |
| 12  | Edi Stöllinger     | Kawasaki          | +1:40.920 | 22      |       |
| 13  | Tony Head          | Yamaha            | +1:46.940 | 24      |       |
| 14  | René Delaby        | Yamaha            | +1 giro   | 21      |       |
| 15  | Bengt Elgh         | Yamaha            | +1 giro   | 31      |       |
| 16  | Reino Eskelinen    | Yamaha            | +1 giro   | 29      |       |
| 17  | Rinus van Kasteren | Yamaha            | +1 giro   | 25      |       |
| 18  | Klaas Hernamdt     | Yamaha            | +1 giro   | 35      |       |
| 19  | Eduardo Aleman     | Yamaha            | +1 giro   | 30      |       |
| 20  | Jacques Cornu      | Yamaha            | +1 giro   | 5       |       |

### Ritirati
| Pilota              | Moto          | Motivo ritiro | Griglia |
| ------------------- | ------------- | ------------- | ------- |
| Jean-François Baldé | Kawasaki      |               | 2       |
| Didier de Radiguès  | Yamaha        |               | 11      |
| Paolo Ferretti      | Yamaha        | Caduta        | 14      |
| Gustav Reiner       | Bimota-Yamaha |               | 33      |
| Arturo Venanzi      | Yamaha        |               | 34      |
| Siegfried Minich    | Bartol        |               | 23      |
| Tony Rogers         | Yamaha        |               | 28      |
| Graeme Geddes       | Bimota-Yamaha |               | 17      |
| Wolfgang von Muralt | Yamaha        |               | 32      |
| Roger Sibille       | Yamaha        |               | 27      |
| Jeffrey Sayle       | Yamaha        |               | 13      |
| Keith Huewen        | Yamaha        |               | 16      |
| Sauro Pazzaglia     | Yamaha        |               | 20      |
| Thierry Espié       | Bimota-Yamaha |               | 8       |
| Bruno Kneubühler    | Yamaha        |               | 26      |

## Classe 250

### Arrivati al traguardo
| Pos | Pilota                 | Moto              | Tempo     | Griglia | Punti |
| --- | ---------------------- | ----------------- | --------- | ------- | ----- |
| 1   | Éric Saul              | Chevallier-Yamaha | 46:12.230 | 8       | 15    |
| 2   | Maurizio Massimiani    | Ad Maiora         | +9.950    | 12      | 12    |
| 3   | Anton Mang             | Kawasaki          | +10.730   | 1       | 10    |
| 4   | Martin Wimmer          | Yamaha            | +44.410   | 24      | 8     |
| 5   | Patrick Fernandez      | Bimota-Yamaha     | +45.840   | 4       | 6     |
| 6   | Jean-François Baldé    | Kawasaki          | +55.810   | 2       | 5     |
| 7   | Thierry Espié          | Chevallier-Yamaha | +56.050   | 16      | 4     |
| 8   | Edi Stöllinger         | Kawasaki          | +1:45.890 | 7       | 3     |
| 9   | Christian Estrosi      | Yamaha            | +1:53.660 | 17      | 2     |
| 10  | Jean-Louis Guignabodet | Kawasaki          | +1 giro   | 9       | 1     |
| 11  | Franco Marcheggiani    | Yamaha            | +1 giro   | 27      |       |
| 12  | Germano Conti          | MBA               | +1 giro   | 33      |       |
| 13  | Didier de Radiguès     | Yamaha            | +1 giro   | 30      |       |
| 14  | Jeffrey Sayle          | Armstrong-Rotax   | +1 giro   | 29      |       |
| 15  | Karl-Thomas Grässel    | Yamaha            | +1 giro   | 32      |       |
| 16  | Alan North             | Yamaha            | +1 giro   | 25      |       |
| 17  | Bruno Kneubühler       | Rotax             | +1 giro   | 34      |       |

### Ritirati
| Pilota              | Moto            | Motivo ritiro | Griglia |
| ------------------- | --------------- | ------------- | ------- |
| Eddie Lawson        | Kawasaki        | Caduta        | 3       |
| Pierluigi Conforti  | Kawasaki        |               | 23      |
| Graeme McGregor     | Yamaha          |               | 22      |
| Roland Freymond     | Ad Maiora       | Caduta        | 13      |
| Paolo Ferretti      | Yamaha          |               | 10      |
| Hans Müller         | MBA             |               | 26      |
| Ángel Nieto         | Siroko-Rotax    |               | 18      |
| Loris Reggiani      | Bimota-Yamaha   |               | 14      |
| Graeme Geddes       | Yamaha          | Caduta        | 21      |
| Richard Schlachter  | Yamaha          |               | 19      |
| Hervé Guilleux      | Siroko-Rotax    | Caduta        | 11      |
| Jean-Marc Toffolo   | Armstrong-Rotax |               | 6       |
| Massimo Matteoni    | Tre Stelle      |               | 20      |
| Peter Looijesteijn  | Yamaha          |               | 28      |
| Gianpaolo Marchetti | MBA             | Caduta        | 31      |
| Carlos Lavado       | Yamaha          | Caduta        | 5       |
| Clive Horton        | Armstrong       |               | 35      |
| Sauro Pazzaglia     | MBA             |               | 15      |

## Classe 125

### Arrivati al traguardo
| Pos | Pilota              | Moto       | Tempo     | Griglia | Punti |
| --- | ------------------- | ---------- | --------- | ------- | ----- |
| 1   | Guy Bertin          | Sanvenero  | 44:09.280 | 2       | 15    |
| 2   | Loris Reggiani      | Minarelli  | +21.590   | 3       | 12    |
| 3   | Jacques Bolle       | Motobécane | +1:05.580 | 5       | 10    |
| 4   | Ángel Nieto         | Minarelli  | +1:49.900 | 4       | 8     |
| 5   | Hans Müller         | MBA        | +1:57.810 | 7       | 6     |
| 6   | Stefan Dörflinger   | MBA        | +2:10.740 | 10      | 5     |
| 7   | Maurizio Vitali     | MBA        | +1 giro   | 16      | 4     |
| 8   | Willy Pérez         | MBA        | +1 giro   | 20      | 3     |
| 9   | Maurizio Musco      | MBA        | +1 giro   | 27      | 2     |
| 10  | Michele Ettore      | MBA        | +1 giro   | 15      | 1     |
| 11  | Peter Hubbard       | Morbidelli | +1 giro   | 25      |       |
| 12  | Ton Spek            | MBA        | +1 giro   | 22      |       |
| 13  | Michel Galbit       | MBA        | +1 giro   | 33      |       |
| 14  | Stefan Janssen      | MBA        | +1 giro   | 26      |       |
| 15  | Libero Piccirillo   | MBA        | +2 giri   | 30      |       |
| 16  | Jean-Claude Selini  | MBA        | +2 giri   | 12      |       |
| 17  | Joël Benniza        | MBA        | +2 giri   | 35      |       |
| 18  | Per-Edvard Carlsson | MBA        | +2 giri   | 28      |       |

### Ritirati
| Pilota               | Moto       | Motivo ritiro | Griglia |
| -------------------- | ---------- | ------------- | ------- |
| Pier Paolo Bianchi   | MBA        |               | 1       |
| Pierluigi Aldrovandi | MBA        | Caduta        | 8       |
| August Auinger       | Bartol/MBA | Caduta        | 11      |
| Anton Straver        | MBA        | Caduta        | 18      |
| Eugenio Lazzarini    | Iprem      | Caduta        | 6       |
| Ivan Villini         | MBA        |               | 29      |
| Yves Dupont          | MBA        |               | 9       |
| János Drapál         | MBA        |               | 24      |
| Theo Timmer          | MBA        |               | 19      |
| John Kernan          | MBA        |               | 32      |
| Joe Genoud           | MBA        | Caduta        | 23      |
| Thierry Noblesse     | MBA        |               | 13      |
| Nardone              | MBA        |               | 21      |
| Alfred Waibel        | MBA        |               | 14      |
| Roberto Ruosi        | MBA        |               | 31      |
| Rino Zuliani         | MBA        |               | 34      |

## Classe 50

### Arrivati al traguardo
| Pos | Pilota              | Moto       | Tempo     | Griglia | Punti |
| --- | ------------------- | ---------- | --------- | ------- | ----- |
| 1   | Ricardo Tormo       | Bultaco    | 34:40.650 | 2       | 15    |
| 2   | Stefan Dörflinger   | Kreidler   | +0.420    | 1       | 12    |
| 3   | Hagen Klein         | Kreidler   | +58.980   | 3       | 10    |
| 4   | Giuseppe Ascareggi  | Minarelli  | +1:03.870 | 9       | 8     |
| 5   | Theo Timmer         | Bultaco    | +1:17.920 | 7       | 6     |
| 6   | Hans-Jürgen Hummel  | Sachs      | +1:41.490 | 12      | 5     |
| 7   | George Looijesteijn | Kreidler   | +1:59.580 | 8       | 4     |
| 8   | Claudio Lusuardi    | Moto Villa | +2:02.830 | 13      | 3     |
| 9   | Ingo Emmerich       | Kreidler   | +2:02.880 | 10      | 2     |
| 10  | Pascal Kambourian   | Kreidler   | +2:31.220 | 14      | 1     |
| 11  | Zdravko Matulja     | Tormo      | +1 giro   | 16      |       |
| 12  | Joaquín Galí        | Bultaco    | +1 giro   | 15      |       |
| 13  | Salvatore Milano    | UFO        | +1 giro   | 11      |       |
| 14  | Günter Schirnhofer  | Kreidler   | +1 giro   | 20      |       |
| 15  | Joe Genoud          | RYB        | +1 giro   | 23      |       |
| 16  | Giuliano Gerani     | BBFT       | +1 giro   | 27      |       |
| 17  | Peter Verbic        | Kreidler   | +1 giro   | 19      |       |
| 18  | Chris Baert         | Kreidler   | +1 giro   | 26      |       |
| 19  | Giuliano Tabanelli  | Ringhini   | +1 giro   | 17      |       |
| 20  | Reiner Koster       | Malanca    | +1 giro   | 31      |       |

### Ritirati
| Pilota             | Moto     | Motivo ritiro | Griglia |
| ------------------ | -------- | ------------- | ------- |
| Yves Dupont        | ABF      |               | 5       |
| Bruno Di Carlo     | Kreidler |               | 18      |
| Rolf Blatter       | Kreidler | Caduta        | 4       |
| Otto Machinek      | Kreidler |               | 22      |
| Reiner Scheidhauer | Kreidler |               | 24      |
| Enrico Cereda      | Kreidler |               | 25      |
| Claudio Granata    | Kreidler |               | 29      |
| Yves Le Toumelin   | TYL      |               | 30      |
| Gerhard Singer     | Kreidler |               | 32      |
| Spencer Crabbe     | MBA      |               | 33      |
| Hulric             | Kreidler | Caduta        | 21      |
| Henk van Kessel    | Kreidler | Caduta        | 6       |